# Зема, Ромеу
Ромеу Зема (порт. Romeu Zema; род. 28 октября 1964, Араша) — государственный и политический деятель Бразилии. Ранее был бизнесменом, а в настоящее время занимает должность губернатора штата Минас-Жерайс.

## Биография
Родился в 1964 году в Араше, штат Минас-Жерайс, в семье бизнесмена Рикардо Зема. Его дед Домингос Зема основал компанию «Grupo Zema», которой затем стал руководить его внук Ромеу Зема.
В 2018 году вступил в «Новую партию» и выдвинул свою кандидатуру на пост губернатора штата Минас-Жерайс. Занял первое место в первом туре выборов, получив 42 % голосов, в то время как кандидат, занявший второе место Антонио Анастасия, набрал 29 % голосов. Действующий губернатор Фернандо Пиментел, который планировал переизбраться, не смог участвовать во втором туре, состоявшемся 28 октября 2018 года.
В итоге Ромеу Зема был избран губернатором штата Минас-Жерайс во втором туре, набрав 71 % голосов против 28 % у Антонио Анастасии. Является первым кандидатом от «Новой партию», победившим на выборах губернатора в Бразилии с тех пор, как партия была официально зарегистрирована в 2015 году.

## Примечание
1. ↑  http://www.tse.jus.br
2. ↑  Empresário do Partido Novo Romeu Zema é eleito governador de MG. Folha de S.Paulo (28 октября 2018). Дата обращения: 27 января 2019. Архивировано 20 января 2021 года.
3. ↑  Com comitê na garagem da tia, Zema tem 84% de votos em sua cidade natal. UOL Eleições 2018. Дата обращения: 27 января 2019. Архивировано 1 апреля 2019 года.
4. ↑  Em Minas Gerais, Zema (Novo) disputa segundo turno com Anastasia (PSDB). G1. Дата обращения: 27 января 2019. Архивировано 13 апреля 2019 года.
5. ↑  Zema aproveita onda Bolsonaro, ganha em MG e garante 1º estado para o Novo. UOL Eleições 2018. Дата обращения: 27 января 2019. Архивировано 13 апреля 2019 года.